# Sucha zgnilizna wierzchołków owoców

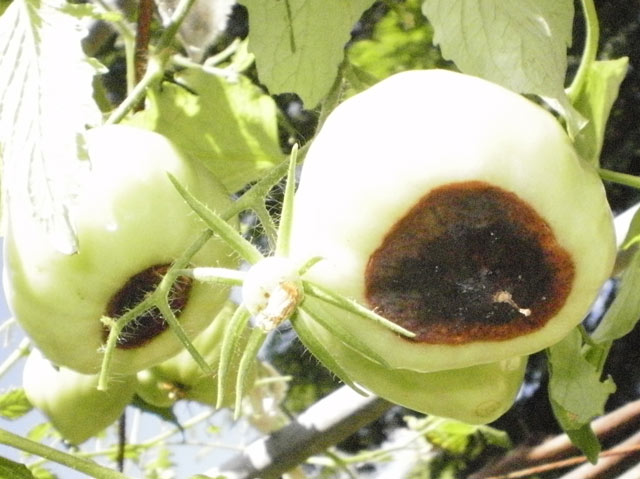
Objawy na pomidorze

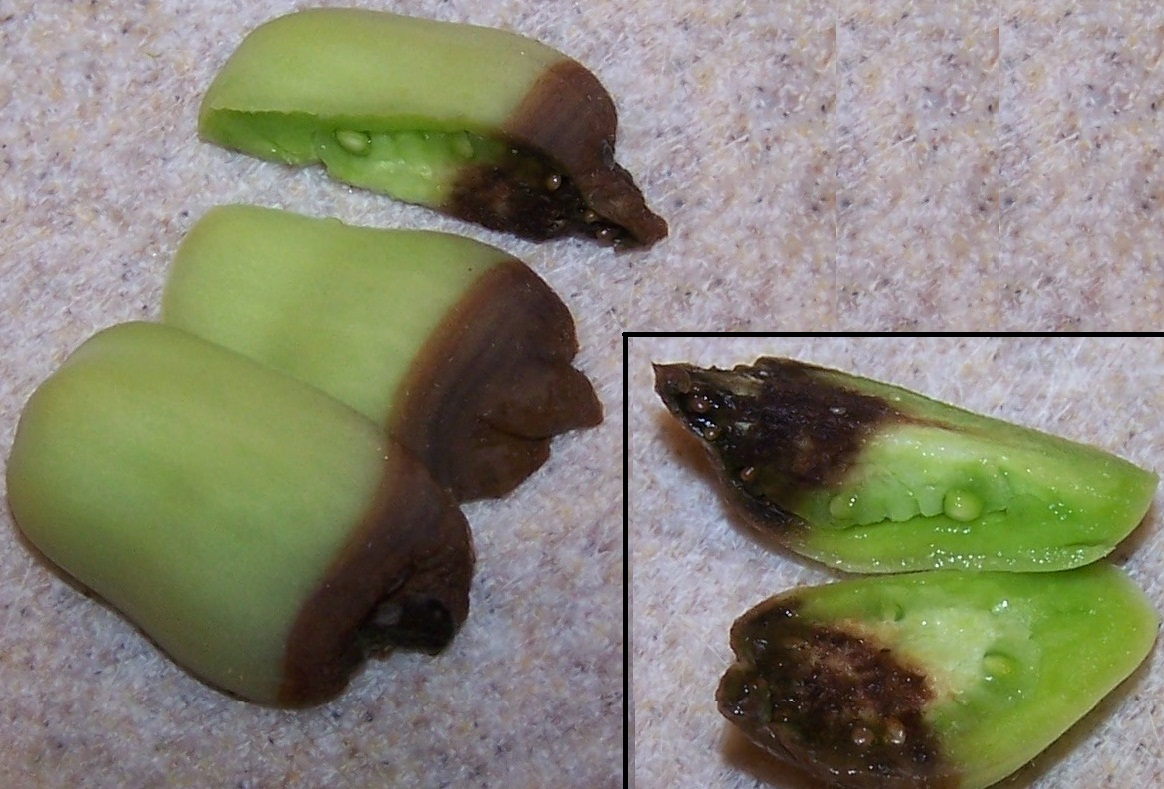
Objawy na papryce

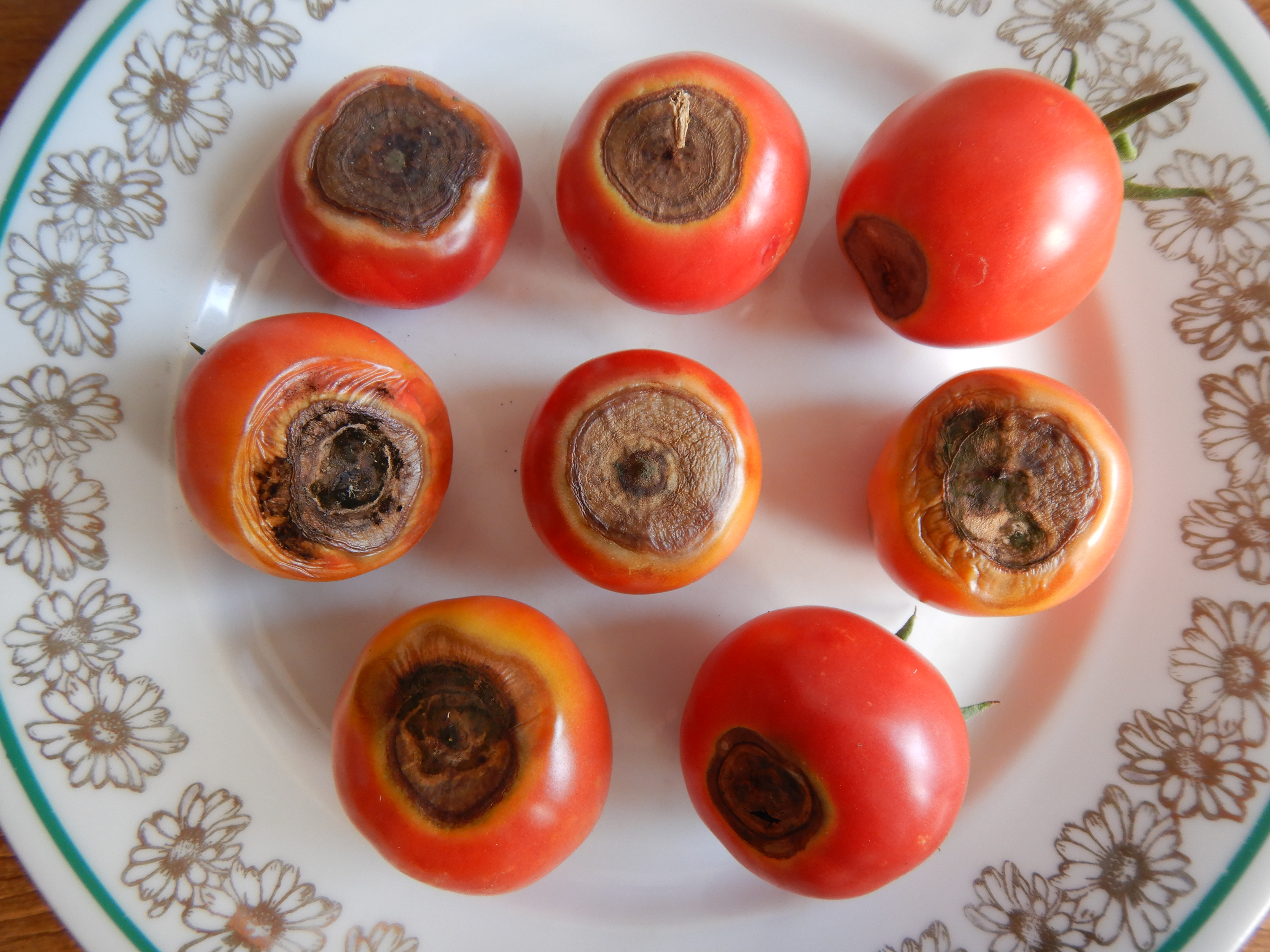
Objawy na dojrzałych pomidorach

Sucha zgnilizna wierzchołków owoców (ang. blossom end rot) – nieinfekcyjna (fizjologiczna) choroba owoców wielu warzyw z rodziny psiankowatych (Solanaceae).

## Objawy
Wśród roślin uprawnych w Polsce sucha zgnilizna wierzchołków owoców występuje u pomidora, papryki oraz oberżyny i arbuza. Jest to choroba częsta i powodująca duże straty ekonomiczne. Gdy występuje na pomidorze nazywana jest suchą zgnilizną wierzchołkową owocu pomidora. Choroba ta często mylona jest z zarazą ziemniaka i do jej zwalczania używane są fungicydy. Jest to zupełnie nieskuteczne, gdyż jej przyczyną są czynniki fizjologiczne.
Objawy występują na różnych nadziemnych częściach pędu. Może zatrzymać się rozwój stożków wzrostu pędów i ich brązowienie. Czasami może zmniejszyć się liczba zawiązanych owoców, co spowodowane jest słabszym kiełkowaniem pyłku na znamieniu słupków i zamieraniem kwiatów, które nie zawiązały owoców. Najbardziej charakterystyczne objawy powstają jednak na owocach. Na ich wierzchołkowej części, przeważnie w miejscu w którym był kwiat, powstają wklęsłe plamy o barwie od brunatnej do ciemnobrązowej. Są one „suche”, to znaczy nie wyciekają z nich żadne soki, a ich tkanki nie gniją. Jednak przy dużej wilgotności plamy te ulegają zakażeniu grzybami i wówczas zaczynają one gnić. Zbrunatnienie występuje nie tylko na skórce owocu, ale również wewnątrz, co widoczne jest na jego przekroju.

## Przyczyny
Przyczyną jest niedobór wapnia. Może to być spowodowane małą jego ilością w glebie, lub ograniczonym jego pobieraniem. Przyczyn ograniczonego pobierania wapnia przez roślinę jest wiele. Może to być np. mechaniczne uszkodzenie korzeni podczas prac pielęgnacyjnych. Zbyt mała ilość wody w glebie powoduje, że również wapnia do rośliny dostaje się mniej. Zbyt kwaśna gleba (pH poniżej 5) również utrudnia pobieranie wapnia. Mogą być jeszcze inne przyczyny ograniczonego jego pobierania: zalanie gleby, gwałtowne zmiany temperatur, nadmiar w glebie azotu amonowego, magnezu i potasu.
Sucha zgnilizna wierzchołków owoców często zdarza się w lipcu i sierpniu, co spowodowane jest zasilaniem w tym czasie upraw nawozami fosforowo-potasowymi. Polepszają one smak owoców pomidora i intensywność barwy, ale utrudniają pobieranie wapnia, gdy podane są w nadmiarze.

## Zapobieganie
- Wapnowanie gleby przed założeniem
- Kilkukrotnie w ciągu roku sprawdzanie pH gleby. Podlega ono zmianom w okresie wegetacji roślin. Gdy pH jest zbyt niskie, należy wapnować glebę[2]
- Unikanie uszkodzenia korzeni
- Regularne podlewanie roślin, ale umiarkowane, by nie doprowadzić do nadmiernego jej zalania wodą
- Regularne wietrzenie szklarni i tuneli foliowych, ale umiarkowane, by nie następowały gwałtowne skoki temperatur[4].

Gdy pojawią się pierwsze objawy suchej zgnilizny owoców, zalecane jest 4–8-krotne opryskiwanie owoców 0,5% roztworem chlorku wapnia lub azotanu wapnia. Wykonuje się je co 4–7 dni. Ważna jest też umiejętność rozróżniania tej choroby od grzybowych i bakteryjnych chorób roślin, by niepotrzebnie nie stosować środków chemicznej ochrony roślin, oraz by nie „leczyć” grzybowych czy bakteryjnych chorób wapnowaniem.